# Panaphelix asteliana
Panaphelix asteliana är en fjärilsart som beskrevs av Otto Herman Swezey 1932. Panaphelix asteliana ingår i släktet Panaphelix och familjen vecklare. Inga underarter finns listade i Catalogue of Life.